# Parco nazionale di Tbilisi
Il parco nazionale di Tbilisi (in georgiano თბილისის ეროვნული პარკი?) è uno dei dieci parchi nazionali della Georgia. Si trova a 25 chilometri a nord della città di Tbilisi ed è incluso nella cosiddetta "zona verde" della capitale. Fu istituito ufficialmente nel 1973 sulle basi della riserva naturale integrale di Saguramo, che era stata creata nel 1957 al fine di consentire la conservazione delle caratteristiche del territorio e la protezione di animali rari come il cervo e la lince caucasici. Copre una superficie di 243 km² e confina con il monastero di Jvari, capolavoro dell'architettura georgiana del VI secolo sito nei pressi della città di Mtskheta, divenuta patrimonio dell'umanità nel 1994.

## Descrizione
Il clima del parco è quello tipico delle zone umide. L'inverno è moderatamente freddo e l'estate lunga. La media di precipitazioni annue è di 523-720 mm. Le temperature spaziano da una media di -0,50 °C in gennaio ad una media di +24,1 °C in agosto. Dal punto di vista geomorfologico il territorio è roccioso e ricco di monti, pendenze e gole.
La flora del parco è piuttosto varia. Ben 675 specie di piante grasse e legnose sono presenti nell'area, tra cui 104 specie di alberi e arbusti. La dendroflora è interessante per via della diffusa presenza di esemplari di flora colchica come l'agrifoglio del Mar Nero (Ilex colchica), l'edera persiana (Hedera colchica), l'edera di Pastuchov (Hedera pastuchowii), il pallon di maggio (Viburnum opulus), il pungitopo colchico (Ruscus colchicus), il tasso (Taxus baccata) ed il rododendro del Caucaso (Rhododendron caucasica).
La fauna è discretamente ricca. Tra i mammiferi le specie più diffuse sono la volpe rossa (Vulpes vulpes) ed il lupo grigio (Canis lupus). Anche faine (Martes foina) e donnole (Mustela nivalis) sono ampiamente presenti. Tra i predatori risultano rari la lince eurasiatica (Lynx lynx) e l'orso bruno (Ursus arctos). Tra gli ungulati spicca il cervo nobile (Cervus elaphus). L'ornitofauna è varia: la ghiandaia (Garrulus glandarius) ed il merlo (Turdus merula) possono essere frequentemente ammirati. Tra i rapaci il più presente è lo sparviere eurasiatico (Accipiter nisus). Il parco ospita poi esemplari di aquila imperiale (Aquila heliaca), di aquila macchiata (Clanga clanga) e di sparviero levantino (Accipiter brevipes). Tra i rettili il più diffuso è lo pseudopo (Pseudopus apodus), ma non mancano le bisce dal collare (Natrix natrix), i colubri lisci (Coronella austriaca) ed i colubri di Esculapio (Zamenis longissimus).